# Schachtelkino
Als Schachtelkino wird ein Kino bzw. Kinosaal mit kleinen Ausmaßen bezeichnet.
Als Erfinder der Schachtelkinos in Deutschland gilt Heinz Riech. Riech übernahm 1972 die Ufa-Kinos. Zu diesem Zeitpunkt litt die Kinobranche bereits unter einem massiven Besucherschwund. Viele Menschen blieben lieber zu Hause vor dem Fernseher, so dass die damals noch üblichen großen Säle mit manchmal über 1000 Sitzplätzen zunehmend leerer wurden. Nach dem Kauf der Ufa-Kinos begann Riech, die großen Säle und Foyers in kleinere Einheiten zu zerstückeln, so dass in demselben Gebäude mit nur wenig mehr Personal deutlich mehr Filme gezeigt und somit auch mehr Publikum angelockt werden konnte. Wichtig war auch die flexiblere Auswertung der geliehenen Filme.
Beispielhaft ist die Geschichte des Ufa-Palasts am Hamburger Gänsemarkt. Bereits 1912 wurde am Standort das Lessing-Theater eröffnet, welches 1917 von der Ufa übernommen wurde. Von 1945 bis 1956 als britisches Truppenkino genutzt, wurde es sofort nach der Rückgabe wegen Baufälligkeit abgerissen. Der 1958 neu eröffnete Ufa-Palast bot anfangs einen großzügigen Saal mit 988 Plätzen, in dem zahlreiche Premieren gefeiert wurden. Nach der Übernahme 1972 durch Riech wurden in das Kino sieben Säle mit insgesamt über 2000 Plätzen eingebaut. Teilweise geschah dies ohne Rücksicht auf die Interessen der Gäste: So standen beispielsweise im Keller Stützpfeiler mitten im Saal. Als mit dem Aufkommen der Multiplex-Kinos in den 1990ern eine Modernisierung nötig wurde, wurde das Gebäude 1996 mit Ausnahme der Vorderfront komplett abgerissen und 1997 ein Neubau eröffnet.
Schachtelkinos gab und gibt es jedoch nicht nur bei der Ufa. Auch viele moderne Multiplex-Kinos verfügen bisweilen über Säle, die mit ihren teilweise nur 20 oder 30 Plätzen dem Konzept des Heinz Riech folgen und auch spöttisch „Besenkammer“ genannt werden. Einige in den 1970er und -80er Jahren „verschachtelte“ Kinos werden bis heute in dieser Form betrieben.